# راهبه (فیلم ۲۰۰۵)
راهبه (اسپانیایی: La Monja‎) فیلمی در ژانر ترسناک با کارگردانی لوئیس دلا مادرید است که در سال ۲۰۰۵ منتشر شد.